# Salito
Il fiume Salito è un fiume della Sicilia centro-meridionale. Nasce dalle pendici del Monte Zagara, presso Santa Caterina Villarmosa nella provincia di Caltanissetta e si sviluppa per circa 42 km fino alla confluenza del fiume Gallo d’Oro, al confine tra il territorio di Sutera, Mussomeli e Bompensiere. Il fiume appartiene al bacino idrografico del fiume Platani.